# Abraxas, Guardian of the Universe
Abraxas, Guardian of the Universe è un film statunitense-canadese del 1991 diretto da Damian Lee.

## Trama
Abraxas e Secundus sono ufficiali della polizia intergalattica, denominati anche Finders, provenienti da un pianeta chiamato Sargacia. La loro razza è fisicamente simile agli esseri umani ma con una durata della vita molto più estesa; Abraxas è stato un Finder per circa 9.000 anni. Ogni Finder è dotato di una Answer Box ("scatola delle risposte"), che serve come comunicatore e come scanner. Può anche rilevare qualsiasi oggetto a distanza basandosi sulle sue vibrazioni. Durante il test per l'Equazione dell'Anti-vita, i soggetti sottoposti a scansione si disintegrano se non soddisfano l'equazione.
Secundus vuole accedere a un universo negativo che crede gli darà poteri senza limiti e lo renderà immortale. Per fare questo ha bisogno della soluzione all'Equazione Anti-Vita. Arriva sulla Terra e mette incinta la prima donna umana che trova, Sonia Murray, semplicemente tenendo la mano sul suo ventre. Il bambino che nascerà sarà un prodigio in grado di risolvere l'equazione. Solo pochi minuti dopo, Sonia dà alla luce un bambino e lo chiama Tommy. Nel frattempo, Abraxas riesce a prendere il controllo di Secundus in modo che altri Finders possano agganciare la loro posizione e Secundus possa essere trasportato verso il pianeta Tyrannus 7, una colonia penale. Ad Abraxas era stato ordinato di uccidere Sonia prima che quest'ultima desse alla luce bambino ma non ci riesce e la lascia viva con Tommy. Quando Sonia torna a casa i suoi genitori la cacciano di casa da perché lei non sa nemmeno chi sia il padre del bambino. Non sembrano calcolare, però, che il bambino è stato concepito e fatto nascere durante lo stesso giorno.
Cinque anni dopo, Tommy non parla, ma ha abilità strane e qualche problema a scuola con i bulli. Il preside della scuola, il signor Latimer, chiama Sonia ma lei rifiuta di ammettere che Tommy ha dei problemi. Intanto Secundus scappa dalla prigione e si teletrasporta sulla Terra. I Finders inviano Abraxas subito dopo con la stessa tecnologia, ma i loro percorsi si incrociano e le loro armi vengono distrutte. Abraxas insegue Secundus, poi lo perde. Secundus usa una scatola dei fusibili in un negozio di ricambi d'auto per ricaricare la sua Answer Box. Quando il proprietario lo affronta, usa contro di lui la sua Answer Box per testarla e lo fa esplodere. Secundus poi va su tutte le furie, rubando auto, uccidendo persone innocenti, causando il caos e continuando a scansionare le persone, alla ricerca di colui che possa soddisfare l'Equazione Anti-Vita.

## Distribuzione

### Date di uscita
Alcune delle uscite internazionali nel corso del 1990 e del 1991 sono state:
- 18 dicembre 1990 in Giappone (anteprima)
- 28 febbraio 1991 negli Stati Uniti
- 1º marzo 1991 in Canada
- Germania (Abraxas - Retter des Universums)
- Brasile (Abraxas - O Guardião do Futuro)

## Produzione
Il film è stato girato da dicembre del 1989, prodotto dalla Rose and Ruby Productions, a Thornbury, in Ontario, Canada e in altre località dell'Ontario.